# Arenicolides branchialis
Arenicolides branchialis is een borstelworm uit de familie Arenicolidae.
De wetenschappelijke naam van de soort werd in 1833 gepubliceerd door Audouin & Milne Edwards.